# Januar
Januar ali prosinec je prvi mesec v gregorijanskem koledarju. Ime je dobil po rimskem bogu Janusu.
Izvirno slovensko ime za januar je prosinec, hrvaško siječanj, češko leden in poljsko styczeń. Druga stara imena so: prosenec, prozimec, prezimec, zimec, lednik, snežnik, svečen, mali božičnik, prvnik, novoletnik, sredozimen, v prekmurščini sečén in tudi januar.

## Prazniki in obredi
- 1. januar - novo leto
- 6. januar - Sveti trije kralji (krščansko)
- 7. januar - pravoslavni božič
- 14. januar - pravoslavno novo leto
- med 21. januarjem in 20. februarjem - kitajsko novo leto
- 27. januar - svetovni dan spomina na žrtve holokavsta
- 30. januar - muslimansko novo leto
- 31. januar - svetovni dan boja proti kajenju